# Rossano Sasso
Rossano Sasso (Bari, 18 giugno 1975) è un politico italiano.
Deputato alla Camera dal 23 marzo 2018 per la Lega - Salvini Premier, è stato sottosegretario di Stato al Ministero dell'istruzione dal 1º marzo 2021 al 22 ottobre 2022 nel governo Draghi.

## Biografia
Nato a Bari, ma cresciuto ad Altamura, dopo aver conseguito la maturità classica presso il liceo Mario Pagano di Campobasso, si è laureato in giurisprudenza presso l'Università degli Studi di Bari Aldo Moro e ha esercitato la professione di educatore nel Convitto Nazionale "D.Cirillo" di Bari e successivamente al Convitto Annesso all'I.I.S.S. "Basile-Caramia-Gigante" di Locorotondo (BA).
È stato segretario provinciale di Bari dell'Unione Generale del Lavoro (UGL) Scuola. Come sindacalista si è battuto in particolare per la stabilizzazione dei precari e contro i trasferimenti degli insegnanti causati dalla cosiddetta riforma "Buona scuola" del governo Renzi.

### Attività politica
Nel 2014 aderisce al progetto politico nazionale di Matteo Salvini denominato "Noi con Salvini", al cui interno ricopre la carica di segretario regionale per la Puglia dal 2015 al 2018.
Alle elezioni amministrative del 2014 si è candidato al consiglio comunale di Bari nella lista civica "Lavoro per Bari" a sostegno del candidato sindaco di centro-destra Domenico Di Paola: ottiene 112 preferenze e non è eletto.
Alle elezioni politiche del 2018 viene candidato alla Camera dei deputati sia nel collegio uninominale Puglia - 05 (Altamura), per la coalizione di centro-destra in quota Lega per Salvini Premier, dove ottiene il 31,92% dei voti e viene sconfitto dal candidato del Movimento 5 Stelle Nunzio Angiola (48,27%), che nel collegio plurinominale Puglia - 02 come capolista della Lega, venendo eletto in quest'ultimo.
Il 24 febbraio 2021 viene nominato sottosegretario all’Istruzione nel Governo Draghi. Su sua proposta il 12 Marzo 2021 il Governo consente agli studenti disabili la frequenza in presenza a scuola anche in zona rossa.
Da Sottosegretario si impegna attivamente per garantire l'insegnamento dell'educazione motoria fin dalla scuola primaria, prevista dall'ordinamento ma affidata a personale non specializzato.
Alle elezioni politiche del 2022 viene rieletto deputato nel collegio uninominale Puglia - 06 (Altamura) per il centrodestra (in quota Lega) con il 43,85%, superando Beatrice Ottaviani del Movimento 5 Stelle (25,64%) e Domenico Nisi del centrosinistra (21,29%).
Grazie ad un suo emendamento al decreto legge "P.A. Bis", vengono stanziate risorse per assumere il personale ATA del cosiddetto organico COVID, utilizzato durante l'emergenza pandemica e poi licenziato.
Dopo i numerosi casi di violenze nei confronti degli insegnanti ad opera soprattutto dei genitori degli studenti, promuove una proposta di legge per da un lato debba inasprire le pene per chiunque usi violenze fisiche e verbali nei confronti di un docente, e dall'altro istituire momenti di prevenzione e formazione sul tema per l'intera comunità scolastica. Il 28 Febbraio del 2024 la legge Sasso viene definitivamente approvata dal Parlamento.

## Controversie
- In un suo post su Facebook di febbraio 2021 ha erroneamente attribuito a Dante Alighieri la frase "Chi si ferma è perduto, mille anni ogni minuto" , mentre questa appartiene in realtà, al fumetto L’Inferno di Topolino, parodia in sei parti uscita su Topolino (dal numero 7, ottobre 1949, al numero 12, marzo 1950) ad opera di Guido Martina e Angelo Bioletto. Il 25 febbraio dello stesso anno, intervistato da "la Repubblica" si è scusato per l'errore.[13]

- Nell'estate del 2018 organizzò una mobilitazione dopo l’arresto di un migrante marocchino di 31 anni, accusato di violenza sessuale ai danni di una 17enne. In quell'occasione, Sasso definì l’uomo un "bastardo irregolare sul nostro territorio" e organizzò vere e proprie ronde sul lungomare tarantino nei giorni successivi[14], insieme alla sede locale della Lega. In seguito il tribunale di Taranto assolse con formula piena l'imputato,[6] ma Sasso non ritenne di dover diffondere alcuna dichiarazione in merito né di esprimere scuse.
- Dopo la sua nomina a sottosegretario ha fatto molto discutere la circostanza che la moglie è titolare di uno studio legale nonché appartenente ad una associazione che promuove ricorsi contro il MIUR. Il sottosegretario si è difeso affermando: "Nessun conflitto di interessi: da ora in poi la mia consorte non prenderà più alcuna istanza contro l'ente che rappresento".[15]
- Nel marzo 2021 desta scalpore la nomina, nel suo ufficio di gabinetto, del sindacalista Pasquale Vespa, imputato in un procedimento penale per diffamazione reiterata a mezzo stampa e minacce gravi nei confronti dell’allora ministra Lucia Azzolina. La stessa ha espresso forte rammarico dopo aver appreso la notizia, affermando: “Il mio stalker Pasquale Vespa lavora al ministero per la Lega”. Dal canto suo, l’esponente leghista ha rinnovato la propria fiducia nei confronti del suo collaboratore.[16] Nonostante ciò, il 27 marzo 2021 il ministro dell'Istruzione Patrizio Bianchi ha comunque revocato l'incarico a Vespa.[17]
- Nel 2023 in una discussione alla Camera si rende protagonista di un duro scontro in merito alla vicenda della dirigente scolastica Annalisa Savino, autrice di una lettera agli studenti sul pericolo del ritorno al fascismo in Italia[18].
- Nel 2023 in una discussione alla Camera ha definito l'educazione sessuale ai bambini di 6 anni come "una porcheria e una nefandezza", invitando i partiti di sinistra a svolgerla nelle proprie sedi di partito.[19][20]